# Wendelhöfen

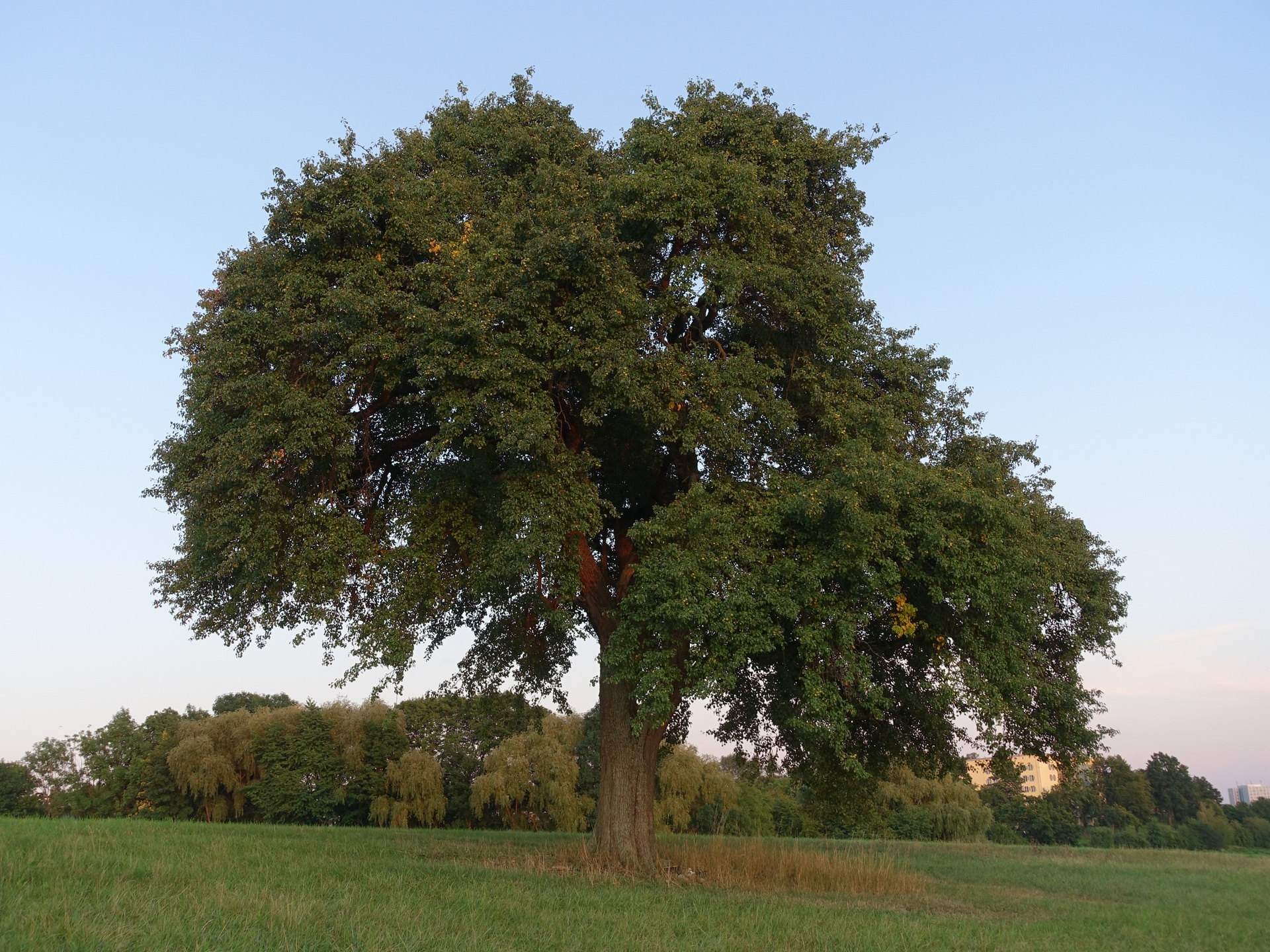
Naturdenkmal Wildbirnbaum – im Hintergrund ein Gebäude des Bezirkskrankenhauses Bayreuth, ganz rechts das Neue Rathaus in der Stadtmitte

Wendelhöfen ist ein Gemeindeteil der kreisfreien Stadt Bayreuth im bayerischen Regierungsbezirk Oberfranken. Es gehört zum Stadtviertel Gartenstadt und liegt in der Gemarkung Bayreuth.

## Lage
Wendelhöfen liegt im Nordwesten von Bayreuth, auf einer Anhöhe oberhalb des Roten Mains. Er grenzt im Osten an die Gartenstadt, im Süden an das Spinnereiviertel, im Westen an den Roten Main und im Norden an den Weiler Hermannshof. Rund 160 Meter südwestlich des alten Dorfkerns steht ein freistehender Wildbirnbaum, der als Naturdenkmal geschützt ist.
Hauptstraße ist die Cottenbacher Straße, die bis zum Bau des Nordrings einen Straßenzug mit der Friedrich-von-Schiller-Straße bildete und heute in eine Kreuzung mit dem Nordring, der Meistersingerstraße und der Feustelstraße mündet. Die Straße Wendelhöfen beginnt am westlichen Rand des alten Dorfkerns und führt nach einem Knick in Verlängerung der Cottenbacher Straße nach Cottenbach.
Im Süden Wendelhöfens liegt das Bezirkskrankenhaus Bayreuth, das heute flächenmäßig den größten Teil des Stadtteils einnimmt. Der alte Dorfkern und eine kleine Neubausiedlung befinden sich nördlich des Krankenhausgeländes. Zu Wendelhöfen wird auch ein Teil der östlichen Randbebauung der Cottenbacher Straße gezählt. Gegenüber dem heutigen Schwesternhochhaus existierte bis in die 1950er Jahre mit dem Strangshof ein Bauernhof, auf dessen landwirtschaftlich genutzten Flächen ab 1936 das Viertel Gartenstadt errichtet wurde. Nördlich der Einmündung der Gontardstraße blieb mit der Gaststätte Kolb ein Gastronomiebetrieb als Ausflugsgaststätte erhalten.

## Name
Der Name des Dorfs (und des späteren Stadtteils) leitet sich ab vom Ort des „Wandelgerichts“, also der für geringere Delikte zuständigen niederen Gerichtsbarkeit außerhalb der Stadtmauer, die auch für das richtige Einbringen der Wandelstrafen, d. h. der Geldbußen, verantwortlich war.

## Geschichte
Im Krähenhölzlein bei Wendelhöfen wurde eine „Jagdstation“ – d. h. ein für kürzere Aufenthalte eingerichteter Siedlungsplatz – aus der Mittelsteinzeit nachgewiesen.
Die erste schriftliche Erwähnung findet sich als Wendelhof im Jahr 1496. Um 1640 wurde der dort ansässige Bauer Hans Schmidt als Huter bzw. Flurvogt bezeichnet; der Flurvogt war für das typisch niedergerichtliche Wandelgericht zuständig. Auch Schmidts Nachfahren wurden bis weit in das 18. Jahrhundert hinein Huter genannt.
Wendelhöfen gehörte schon ursprünglich zur Stadt Bayreuth. Gegen Ende des 18. Jahrhunderts bestand Wendelhöfen aus 8 Anwesen (1 Hof, 1 Halbhof, 1 Söldengütlein, 1 Gütlein, 4 Häuslein). Die Hochgerichtsbarkeit stand dem bayreuthischen Stadtvogteiamt Bayreuth zu. Die Grundherrschaft über sämtliche Anwesen hatte der Bayreuther Rat.
Von 1797 bis 1810 unterstand der Ort dem Justiz- und Kammeramt Bayreuth. Mit dem Gemeindeedikt wurde Wendelhöfen dem 1812 gebildeten Steuerdistrikt Bayreuth und der zugleich gebildeten Munizipalgemeinde Bayreuth zugewiesen.
Das bayerische Urkataster zeigt Wendelhöfen in den 1810er Jahren als einen Weiler mit fünf Herdstellen und vier Weiher. 1824 ist ein Appellationsgerichtssekretär namens Örtel als Besitzer des Guts Wendelhöfen erwähnt.
Im Januar 1911 wurde an der Ludwigshöhe bei Wendelhöfen eine „permanente Rodelbahn“ eröffnet. Sie war mit einem 6 PS starken mechanischen „Aufzug“ ausgestattet, wurde elektrisch beleuchtet und war auch nachts befahrbar.

### Einwohnerentwicklung
| Jahr      | 001818 | 001871 | 001885 | 001900 | 001925 | 001950 | 001961 | 001970 | 001987 |
| Einwohner | 60     | 316    | 477    | 810    | 734    | 529    | 96     | *      | *      |
| Häuser    | 11     |        | 12     | 19     | 14     | 10     | 16     |        | *      |
| Quelle    | [ 15 ] | [ 16 ] | [ 17 ] | [ 18 ] | [ 19 ] | [ 20 ] | [ 21 ] | [ 22 ] | [ 23 ] |

## Religion
Wendelhöfen ist seit der Reformation evangelisch-lutherisch geprägt und war ursprünglich nach Heilig Dreifaltigkeit (Bayreuth) gepfarrt. Nach der Einrichtung der Pfarrei St. Georgen (um 1714) wurde Wendelhöfen dieser zugewiesen. Seit der zweiten Hälfte des 20. Jahrhunderts ist die Pfarrei Christuskirche (Bayreuth) zuständig.